# スターランドAIRA
座標: 北緯31度49分24.19秒 東経130度36分00.16秒 / 北緯31.8233861度 東経130.6000444度
スターランドAIRA（スターランドあいら）は、鹿児島県姶良市北山に位置する姶良市立の天文台である。

## 沿革
姶良町は鹿児島市のベッドタウンとして発展し人口は増加していたが、北部山間地帯では人口が減少し、1988年（昭和63年）には北山中学校が閉校となった。こうした地域の活性化策の1つとして、天文台の設置が計画された。北山中学校の跡地を利用した野外研修センターの北側にある標高283 メートルの丘の上に建設されている。
1992年（平成4年）8月28日に着工し、翌年3月23日に完成、さらに周辺整備事業を行って7月20日にこれも完成し、1993年（平成5年）7月21日に開館した。
スターランドAIRAの名前は公募され、姶良町内の中学生と小学生（いずれも開館時点）が同名で応募したものが選ばれた。またロゴマークは吉田町（後に鹿児島市に合併）の人が応募したものが選ばれた。
1996年（平成8年）10月1日に、彗星の発見で知られる百武裕司を館長に迎えた。百武は在任中の2002年（平成14年）4月10日に急逝し、その後2003年（平成13年）4月4日に館の前に百武を記念する在館記念碑が設置されている。

## 設備
4,611 平方メートルの敷地に鉄筋コンクリート3階建て延べ床面積471.06 平方メートルの建物を備える。総工費は2億6463万4392円であった。
開館当初は20cmクーデ式望遠鏡とGEII-T型プラネタリウムを備えていた。後に望遠鏡は更新されて40cmカセグレン式望遠鏡となっている。
隣接地には、国土地理院の超長基線電波干渉法 (VLBI) のアンテナが設置されている。